# Högenbach
Der Högenbach ist ein knapp über 20 Kilometer langer, grobmaterialreicher, karbonatischer Mittelgebirgsbach in der verkarsteten Frankenalb, der nach einem erst nordwestlichen, zuletzt fast westlichen Lauf gegenüber dem Pfarrdorf Hohenstadt der Gemeinde Pommelsbrunn im Landkreis Nürnberger Land in Bayern an deren Westkehre in die Pegnitz mündet. Er führt am Oberlauf nur periodisch Wasser, der beständig durchflossene Abschnitt von wenig nach der Gemeindegrenze von Birgland zu Weigendorf bis zur Mündung ist etwas über 13 km lang.

## Geographie

### Verlauf
Der Ursprung des Högenbachs liegt etwa einen halben Kilometer südsüdöstlich des Dorfes Eckertsfeld der Gemeinde Birgland im Landkreis Amberg-Sulzbach in der bayerischen Oberpfalz. Auf dem oberen Laufdrittel zieht er in weiten Bögen etwa nordnordwestwärts und führt nur periodisch Wasser. Auf diesem Abschnitt wechselt er in einer Nordostschlinge kurz auf Illschwanger Gemeindegebiet und passiert dort das Dorf Einsricht, zurück auf dem Birglander dann die Einöde Ammersricht und den Weiler Sunzendorf. Danach durchläuft er bis zur Gemeindegrenze zu Weigendorf östlich der Einöde Kuschendorf ein geschlossenes Waldgebiet.
Nach dem Übertritt auf Weigendorfer Gebiet beginnt etwa 1,5 km ostsüdöstlich von dessen Pfarrdorf Högen der beständig wasserführende Abschnitt, auf dem er zunächst westnordwest- bis westwärts strebt. In Högen selbst wird er dann durch vier weitere Quellen zum kräftigen Bach, der sogar im Siedlungsteil Unterhögen zwei Mühlen antreiben konnte. In inzwischen stärker eingetieftem Tal durchzieht er das Dorf Haunritz. Unterhalb folgt ihm auf einem kurzen nordwestlichen Laufstück an der Einöde Heilbronntal vorbei bis Weigendorf selbst die Grenze zum linksseits liegenden  Landkreis Nürnberger Land in Mittelfranken.

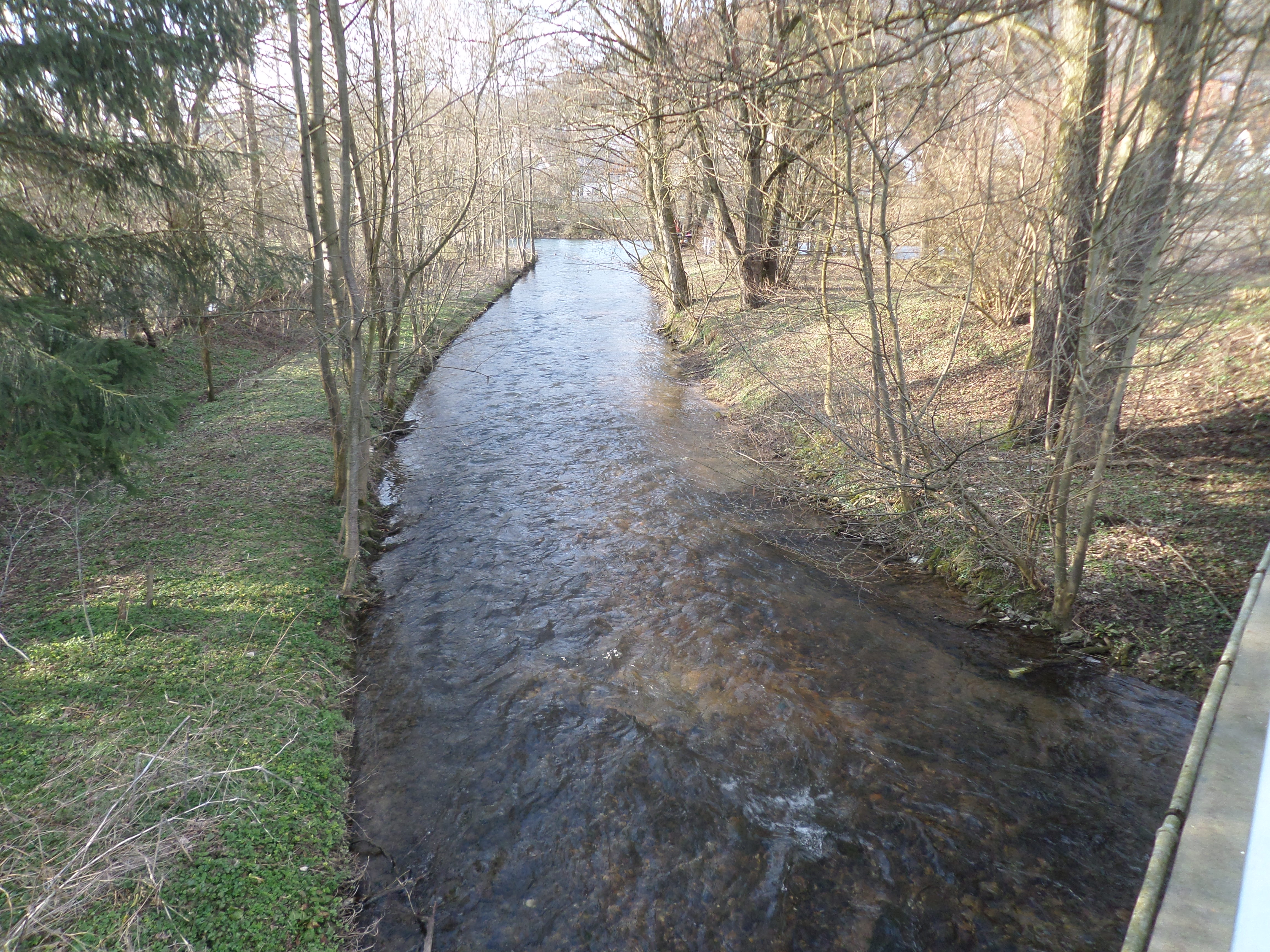
Högenbach Mündung in die Pegnitz

Danach nimmt er kurz nach dem Übertritt aufs Gebiet der mittelfränkischen Gemeinde Pommelsbrunn bei dessen mit Weigendorf zusammengewachsene Pfarrdorf Hartmannshof von rechts den Etzelbach auf, mit einem merklich größeren Teileinzugsgebiet als der Högenbach bis hierher selbst sein größter Zufluss überhaupt. Von nun an folgt die B 14 dem Högenbach. Der im nunmehr fast westwärts ziehenden Unterlauftal flussabwärts folgende Hauptort Pommelsbrunn der Gemeinde liegt rechts des kleinen Flusses in einer Talspinne, am Zulauf des Gehresbaches von Norden und des Arzloher Talbachs von Süden. Am unteren Siedlungsrand von Pommelsbrunn mündet das Tal in die weite Flussaue der hier ihren Bogen nach Westen schlagenden Pegnitz, darin mündet, zuallerletzt in fast nordöstlicher Richtung, der Högenbach von links gegenüber dem Pfarrdorf Hohenstadt der Gemeinde.

### Einzugsgebiet
Das Einzugsgebiet des Högenbachs umfasst 112,9 km² in der Frankenalb. Es hat grob die Kontur eines gleichschenkligen Dreiecks mit von Süd nach Nord ziehender Basis zwischen ungefähr der Anschlussstelle Sulzbach-Rosenberg an der A 6 bei Birgland-Schwenderöd am Südosteck und dem Weiler Fichtenhof von Markt Königstein am Nordosteck. Das dritte Eck im Westen ist die Mündung. Der unbeständige Oberlauf des Högenbach entsteht im Südosteck. Bis zur Einmündung des einzigen großen Zuflusses Etzelbach von Nordosten her, der ein größeres Teileinzugsgebiet von 61,2 km² beiträgt, hat der Högenbach selbst ein Teileinzugsgebiet von nur 32,3 km². Ursächlich dafür ist auch, dass der gegenüber dem Högenbach-Oberlauf durchaus kürzere Etzelbach am Oberlauf den einzugsgebietsreichen Reinbach aufnimmt, mit diesem zusammen einige Trockentalzuläufe erfährt und ihm zudem kurz vor der Mündung von Osten in Weigendorf der nahe am mittleren Hörgenbach laufende Weigenbach zufließt.
Die östliche Einzugsgebietsgrenze ist Teil der Europäischen Hauptwasserscheide zwischen Nordsee und Schwarzem Meer, denn jenseits sammelt die Vils den Abfluss der unmittelbaren Konkurrenten jenseits der Scheide und führt ihn über die Naab der Donau zu. An den zwei Schenkeln des Einzugsgebietsdreiecks entlang dagegen fließen zwei andere Zuflüsse der Pegnitz, im Nordwesten der Hirschbach, der wenig vor dem Högenbach in die mittlere, im Südosten der Happurger Bach mit seinen Oberläufen, der kurz nach dem Högenbach in die untere Pegnitz mündet.
Der Durchfluss im Högenbach ist von der Verkarstung in seinem Einzugsgebiet geprägt. Während der Oberlauf zu Zeiten völlig trocken liegt, kann bei der Schneeschmelze der Wasserzufluss aus dem Quellgebiet erheblich sein. Es gibt hier wenige oberirdische Wasserläufe, die meisten Talmulden sind zumindest im oberen Bereich Trockentäler.

### Zuflüsse
| Stat. [m] | GKZ     | Name                           | von    | Länge [km] | EZG [km²] | Mündungsort               | Mündungshöhe m ü. NN | Quellort                                 | Quellhöhe m ü. NN | Bemerkung         |
| --------- | ------- | ------------------------------ | ------ | ---------- | --------- | ------------------------- | -------------------- | ---------------------------------------- | ----------------- | ----------------- |
| ~7,5      | 24224-2 | Etzelbach                      | rechts | ~09,2      | ~61,2     | Pommelsbrunn-Hartmannshof | 374                  | Neukirchen bei Sulzbach-Rosenberg        | 438               | [ GV 1 ] [ GV 2 ] |
| ~6,4      | 24224-? | (Bach aus Richtung Waizenfeld) | links  | ~01,5      | ~04,0     | Pommelsbrunn-Hartmannshof | 371                  | neben LAU 27 aus Pommelsbrunn-Waizenfeld | 444               | unbeständig       |
| ~2,6      | 24224-? | Gehresbach                     | rechts | ~02,0      | ~03,5     | Pommelsbrunn-Weidenmühle  | 357                  | Pommelsbrunn, Eichtal                    | 450               | [ BA 2 ] [ BA 3 ] |
| ~2,5      | 24224-? | Arzloher Talbach               | links  | ~01,3      | ~02,7     | Pommelsbrunn-Weidenmühle  | 357                  | Pommelsbrunn-Althaus                     | 454               | [ BA 2 ] [ BA 3 ] |

1. ↑  Stationierung, die Entfernung von der Flussmündung aufwärts bis zu diesem Zufluss.
2. ↑  Gewässerkennzahl, in Deutschland die amtliche Fließgewässerkennziffer mit eingefügtem Trenner hinter dem Präfix, das einheitlich für den allen gemeinsamen Vorfluter steht.

### Flusssystem Pegnitz
- Fließgewässer im Flusssystem Pegnitz

## Natur und Umwelt

### Wassergüte
Der Högenbach hat die Wassergüte I-II (gering belastet).
Chemisch-physikalische Parameter (Mittelwerte), Beobachtungszeitraum 2000–2005:
| Messstelle           | WT (Ort) °C | pH  | O2 (mg/l) | NH4-N (mg/l) | NO3-N (mg/l) | Pges. (mg/l) | Cl (mg/l) |
| -------------------- | ----------- | --- | --------- | ------------ | ------------ | ------------ | --------- |
| Oberhalb der Mündung | 9,4         | 8,1 | 10,6      | 0,05         | 4,1          | 0,108        | 15        |

### Fauna

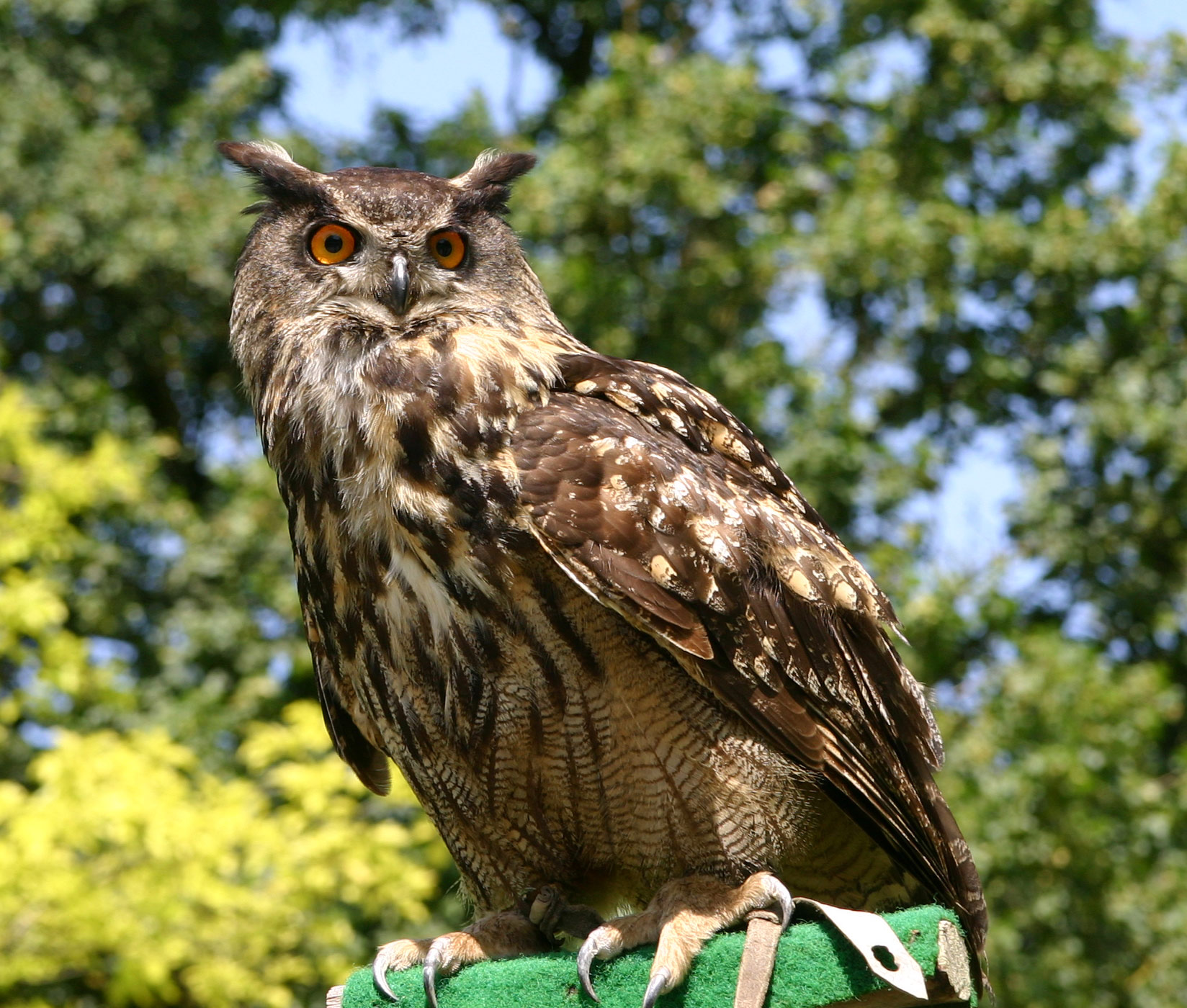
Ein Uhu

In den Traufhängen des Högenbachtals können folgende Tiere beobachtet werden:
Vögel
- Wanderfalke, Uhu, Schwarzspecht und Neuntöter

Säugetiere
- Großes Mausohr

Reptilien
- Schlingnatter, Ringelnatter und Zauneidechse

## Freizeit und Erholung
Das Högenbachtal bietet gute Gelegenheiten zum Wandern und auf dem Högenbach selbst ist ganzjährig Kanu- und Kajakfahren erlaubt (nur Selbstbeschränkung notwendig, da meist geringe Wasserführung).

### BayernAtlas („BA“)
Amtliche Online-Gewässerkarte mit passendem Ausschnitt und den hier benutzten Layern: Unterer Lauf und unteres Einzugsgebiet des Högenbachs

Allgemeiner Einstieg ohne Voreinstellungen und Layer: BayernAtlas der Bayerischen Staatsregierung (Hinweise)
1. 1 2 3  
Höhe abgefragt auf dem Hintergrundlayer Amtliche Karte (Rechtsklick).
2. 1 2 3 4  
Länge abgemessen auf dem Hintergrundlayer Amtliche Karte.
3. 1 2 3  
Einzugsgebiet abgemessen auf dem Hintergrundlayer Amtliche Karte.

### Gewässerverzeichnis Bayern („GV“)
1. 1 2 3  
Länge nach: Verzeichnis der Bach- und Flussgebiete in Bayern – Flussgebiet Main, Seite 42 des Bayerischen Landesamtes für Umwelt, Stand 2016 (PDF; 3,3 MB)
2. 1 2 3 4  
Einzugsgebiet nach: Verzeichnis der Bach- und Flussgebiete in Bayern – Flussgebiet Main, Seite 42 des Bayerischen Landesamtes für Umwelt, Stand 2016 (PDF; 3,3 MB)